# Ekesparre (Adelsgeschlecht)

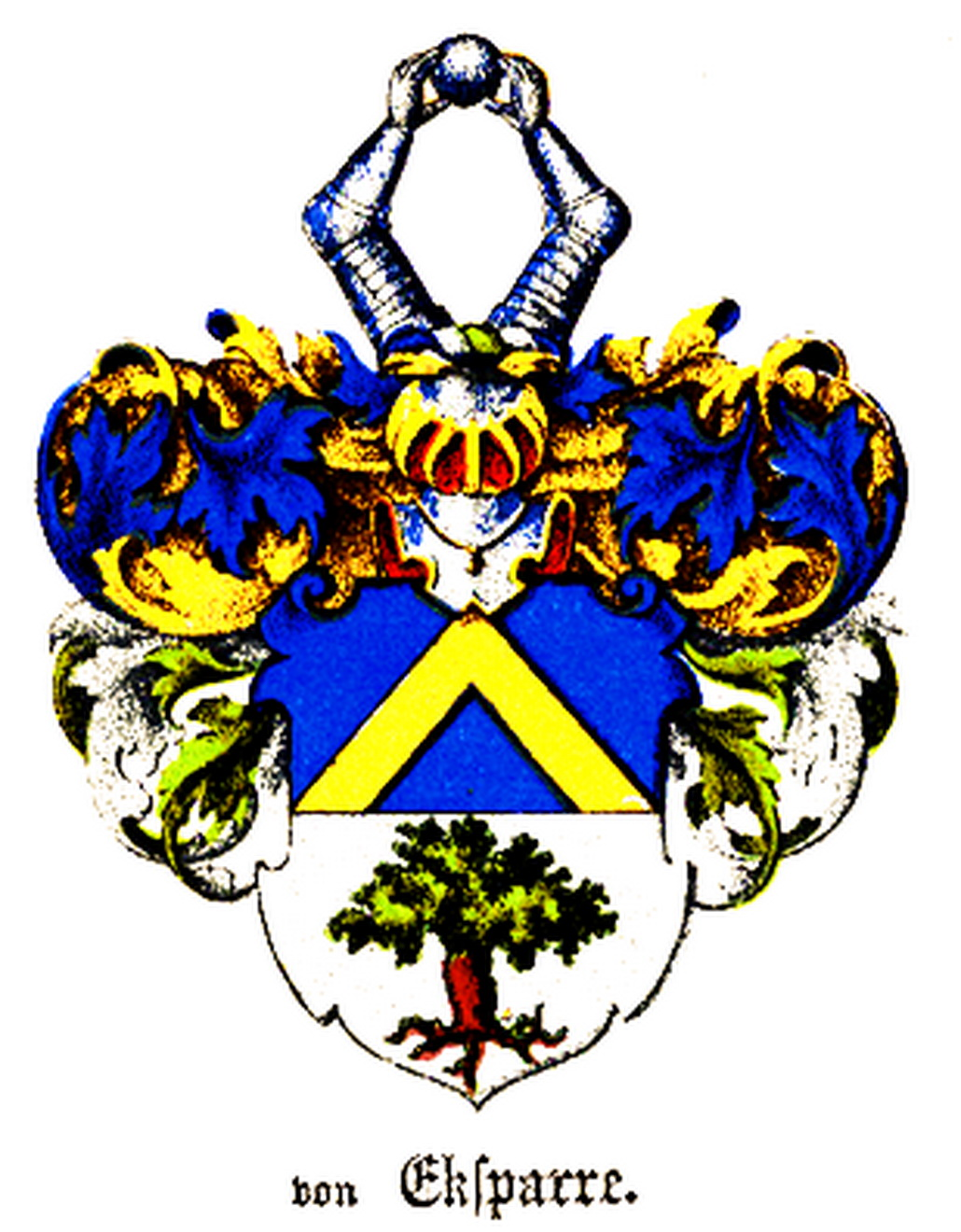
Wappen der Adelsfamilie Ekesparre

Ekesparre ist der Familienname eines baltisch-schwedischen Adelsgeschlechts. Es stammt aus der Familie Eck oder Ecke, die im 17. Jahrhundert in Riga ansässig war. Von dort aus verbreiteten sich die Eck(e) nach Schweden, Russland und Deutschland. Zwischen dem 17. und 18. Jahrhundert erwuchsen aus dem Familienstamm Ekessparre herausragende Politiker, Ingenieure und höhere Offiziere.

## Geschichte

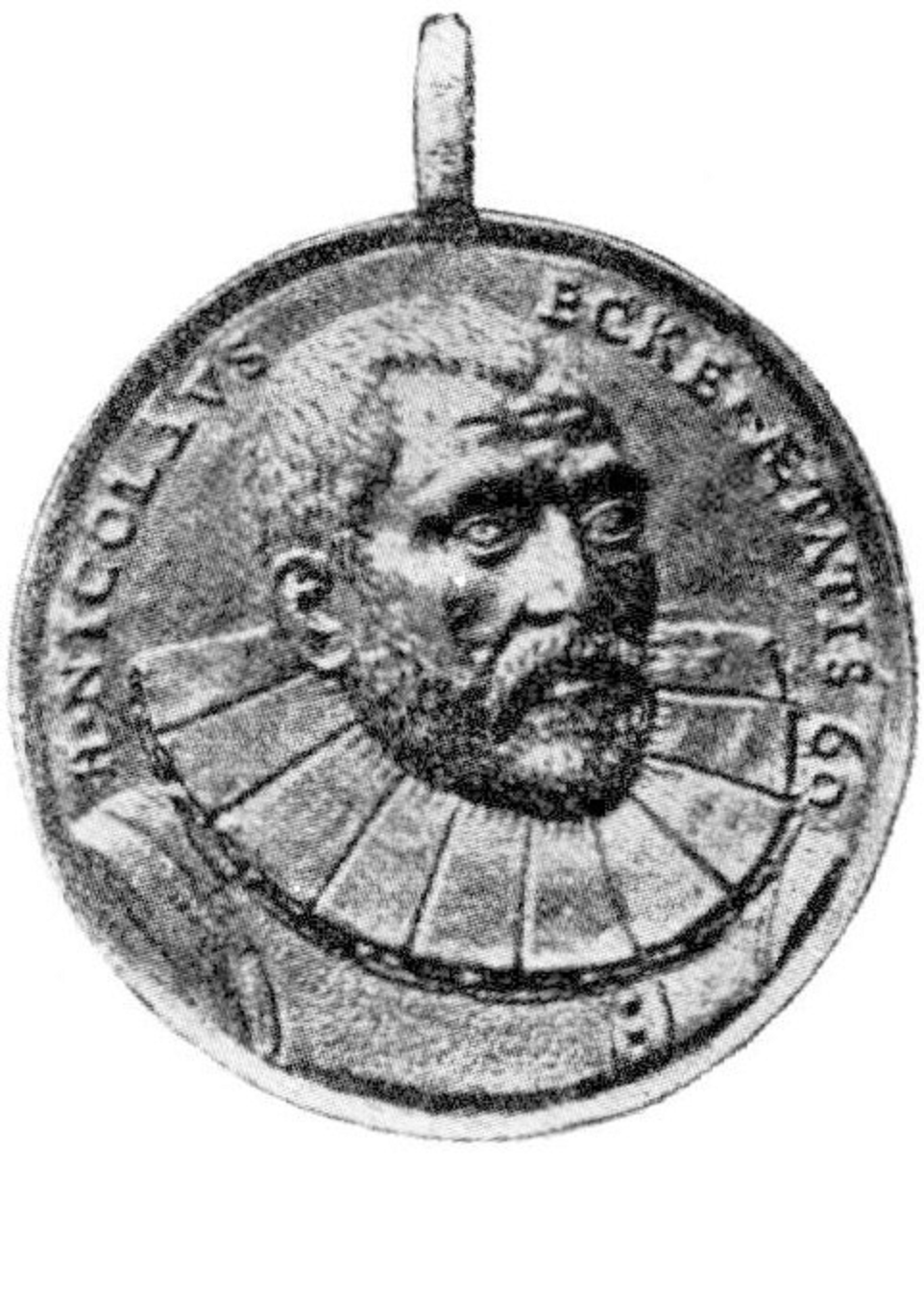
Brustbild mit der Umschrift Nicolaus Ecke aet. 60

Anhand einer erhaltenen Stammtafel aus der livländischen Geschichte wurde erstmals 1582 der Bürgermeister und Burggraf von Riga Nicolaus Ecke (* 1541 in Riga; † 28. August 1623 ebenda) benannt. Dieser ist auf einer Medaille abgebildet, die er anlässlich seines 60sten Geburtstages im Jahr 1601 schlagen lassen hat. In weiteren Unterlagen finden sich auch Namensformen wie Eck, Eke oder Eichen. Ob dieser Nicolaus Ecke nun der wirkliche Stammvater aller Angehörigen der Ekesparres ist, lässt sich jedoch nicht zweifelsfrei historisch und genealogisch belegen.

## Wappen
Das geteilte Wappen zeigt oben in Blau einen goldenen Sparren, unten in Silber einen natürlichen entwurzelten grünen Eichbaum. Auf dem blau-gold-grün-silber bewulsteten Helm mit blau-goldenen und grün-silbernen Helmdecken zwei silbern geharnischte Arme, eine blaue Kugel haltend.

## Männliche Stammfolge der Familie Eck/Ecke
In der Familientradition wird Nicolaus Matthias Ecke (1620–1690), ein Nachkomme des Burggrafen, als Stammvater geführt. Sein Vater Bernhard Ecke († 1629) war Pächter von Schultzenhof, Postmeister, Kommissär und Licentverwalter in Arensburg auf Ösel. Ihm folgten:
- Nicolaus Ecke (* um 1630; † 1652 in Danzig)
- Nicolaus Matthias Ecke (* um 1620; † 1690), Stammvater, verheiratet mit Catharina Unonia († 1713 in Schweden)
- Benjamin Eck (* um 1677; † 1748 in Arensburg), Kanzleidiener, Gutsverwalter, verheiratet mit Maria Stamm
- Karl Johann von Ekesparre (* 25. Dezember 1683 auf Schultzenhof; † 16. April 1761 in Euküll), schwedischer Major, verheiratet mit Magdalena Charlotta von Nolcken (1695–1773). Er wurde von der schwedischen Königin Ulrika Eleonora, für seine Verdienste während des Nordischen Kriegs, am 10. Dezember 1719 unter dem Namen Eckesparre geadelt und 1720 im Ritterhaus zu Stockholm (Nr. 1705) eingeführt.

## Männliche Stammfolge Ekesparre
Karl Johann von Ekesparre war somit der erste schwedische Freiherr, ihm folgten:
- Karl Gustav von Ekesparre (* 30. Oktober 1721 in Stockholm; † 18. August 1800 in Arensburg), Major, Gerichtsassessor, verheiratet mit Christine von Osten-Sacken
  - Karl Johann Gustav von Ekesparre (* 16. August 1746 in Würtzen; † 15. Juli 1806 in Katwel) Kapitän, Landmarschall und Landrat, verheiratet mit Margarethe Elisabeth Guillemot de Villebois
  - Reinhold Matthias (* 2. Dezember 1750; † 18. Oktober 1804), Finnland, finnischer Premiermajor, Postinspektor in Fredrikshamn, Staatsrat, verheiratet mit Juliane Govenia
    - Karl Matthias (1790–?)
    - Alexander (1797–1869)

  - Friedrich Magnus von Ekesparre, Herr auf Zerell (* 3. Juni 1759 in Alt-Löwel; † 18. Mai 1834 in Arensburg), Generalmajor, verheiratet mit Juliane Louise von Tunzelmann († 1793 in Deutschland)
  - Peter Alexander von Ekesparre (* 21. Dezember 1762; † 8. Februar 1813 in Memel), verheiratet mit Ottilie Charlotte Weissmann von Weissenstein (1774–1794)
  - Otto Jakob von Ekesparre (* 24. Februar 1763; † 8. Mai 1809 in Arensberg), Assessor, verheiratet mit Juliane Lovisa von Lingen (1764–1821)
- Johann Reinhold von Eckesparre (1725–1798) Hofrat, Landrichter, erhielt das Oeselsche Indigenat am 12. März 1766, verheiratet mit Margarethe Louise von Weymarn
  - Karl Johann (1766–?)
  - Karl Adam (1772–1825), Herr auf Zerell, Major
  - Reinhold Gustav Magnus I. (1776–1807), Ordnungsrichter
    - Leopold Friedrich Carl (1799–1888), Herr auf Hoch-Nempa,[5] Oberst
    - Reinhold Ludwig Eduard (1803–1817), Kadett
    - Arkadius Peter Wilhelm (1804–1835)
    - Alexander Gustav Magnus II. (1806–1807)
    - Reinhold Gustav Magnus (1807–1876)
      - Arthur Peter Leopold (1838–1909)
        - Axel Reinhold Gotthard Oskar von Ekesparre (1868–?) und seine Nachkommen erhielten das estländische Indigenat
          - Erik Arthur von Ekesparre (1897–1944)

        - Armin Oskar (1869–1919), Gutsherr und Kassadeputierter[6]
          - Siegfried Arthur von Ekesparre (1908–1941 in Deutschland)
          - Rudolf Gotthard Ludwig von Ekesparre (1909–1997), Hauptmann, späterer Kaufmann
          - Arthur Carl Johann von Ekesparre (1912–1945), Oberstleutnant im Generalstab (Ia 13. Panzer-Division) Ritterkreuz des Eisernen Kreuzes 15. Januar 1945 († 12. Februar 1945 Budapest)
          - Werner Armin von Ekesparre (1919–1998 in Hamburg), Kinderchirurg

      - Oskar Akardius Ekesparre-Olbrück (1839–1925), Landmarschall
        - Reinhold Peter (1880–1915)

      - Eugen Georg Alexander von Ekesparre (1845–1917 in Freiburg im Breisgau) Ingenieur und Staatsrat
      - Bruno (1850–1898), russischer Oberst
      - Eduard Peter Joseph (1849–1876)
      - Guido (1852–1904)

  - Johann Matthias (1779–1786)
- Nikolaus Adolf (1729–1778 in Leominster, England)

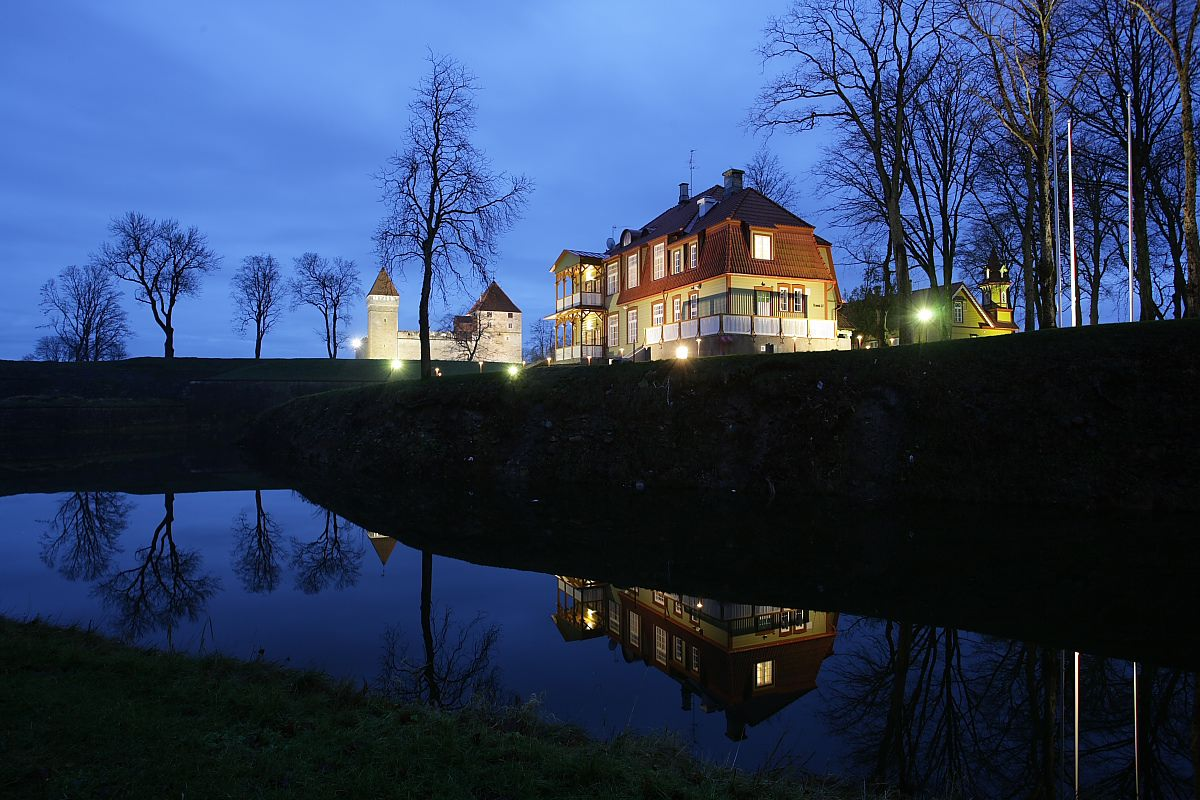
Hotel Ekesparre am Burggraben in Arensburg

Die Familie von Ekesparre hat für die Oeselsche Ritterschaft zwei Landmarschälle gestellt, sie gehörte seit 1741 der Oeselschen und seit 1727 der Livländischen (sub Nr. 229) Adelsmatrikel an. Die bedeutendsten Grundbesitze auf Ösel waren: Euküll, Zerell, Kandel, Würzen, Jerwemetz, Mento, Rangern, Pichtendahl, Leo und Stahlenberg. In Arensburg wurde das Hotel „Ekesparre Residence“ nach ihnen benannt.